# Ian Kahn
Ian R. Kahn (* 21. April 1972 in New York City, New York) ist ein US-amerikanischer Schauspieler.

## Leben und Karriere
Ian Kahn wurde als einer von drei Söhnen jüdischer Eltern im New Yorker Stadtteil Manhattan geboren. 1990 schloss er die Ethical Culture Fieldston School in Riverdale in der Bronx ab. Später studierte er am Skidmore College in Saratoga Springs, welches er 1994 abschloss. Er ist seit 1994 als Schauspieler aktiv, nachdem er in einer Folge von CBS Schoolbreak Special auftrat. Im Jahr 2000 war Kahn erstmals in einer wiederkehrenden Rolle als Marty Decker in der Serie Bull zu sehen. Es folgte die Rolle des Danny Brecher in Dawson’s Creek.
Weitere Serienauftritte verbuchte er etwa mir Jung und Leidenschaftlich – Wie das Leben so spielt, Law & Order, Criminal Intent – Verbrechen im Visier, CSI: Miami, Castle, The Mentalist, Suits, Parenthood, Bones – Die Knochenjägerin, Good Wife, Master of None, Homeland, Billions oder Quantico. 2009 war Kahn wiederkehrend als Davis Nixon in The Unusuals zu sehen. Von 2014 bis 2017 spielte er die Rolle des General George Washington in Turn: Washington’s Spies.
Zu seinen Filmauftritten zählen etwa Welcome to the Neighbourhood, Day Zero, The Box – Du bist das Experiment, Schatten & Lügen oder Secrets in the Walls.
Kahn ist verheiratet und Vater zweier Kinder.

## Filmografie (Auswahl)
- 1994: CBS Schoolbreak Special (Fernsehserie, Episode 12x02)
- 1999: Sex and the City (Fernsehserie, Episode 2x03)
- 2000–2001: Bull (Fernsehserie, 20 Episoden)
- 2001–2002: Dawson’s Creek (Fernsehserie, 9 Episoden)
- 2002: Law and Order: New York (Fernsehserie, Episode 4x08)
- 2003: Welcome to the Neighbourhood
- 2003, 2010: Criminal Intent – Verbrechen im Visier (Criminal Intent, Fernsehserie, 2 Episoden, verschiedene Rollen)
- 2004: Brooklyn Lobster
- 2006: Drift (Fernsehfilm)
- 2007: Jung und Leidenschaftlich – Wie das Leben so spielt (As the World Turns, Fernsehserie, 4 Episoden)
- 2007: Day Zero
- 2008: Law & Order (Fernsehserie, Episode 19x07)
- 2009: The Unusuals (Fernsehserie, 5 Episoden)
- 2009: The Box – Du bist das Experiment (The Box)
- 2010: Schatten & Lügen (William Vincent)
- 2010: Secrets in the Walls (Fernsehfilm)
- 2011: CSI: Miami (Fernsehserie, Episode 9x21)
- 2011: Castle (Fernsehserie, Episode 4x07)
- 2012: The Mentalist (Fernsehserie, Episode 4x14)
- 2012: Suits (Fernsehserie, Episode 2x02)
- 2013: Parenthood (Fernsehserie, Episode 5x04)
- 2013: Bones – Die Knochenjägerin (Bones, Fernsehserie, Episode 9x08)
- 2014–2015: Shameless (Fernsehserie, 2 Episoden)
- 2014–2017: Turn: Washington’s Spies (Fernsehserie)
- 2015: Good Wife (The Good Wife, Fernsehserie, Episode 7x05)
- 2015: Master of None (Fernsehserie, Episode 1x07)
- 2017: Homeland (Fernsehserie, 2 Episoden)
- 2017: Billions (Fernsehserie, 2 Episoden)
- 2018: Quantico (Fernsehserie, Episode 3x08)
- 2019: Elementary (Fernsehserie, Episode 7x06)
- 2021: The Magnificent Meyersons